# 岐阜県道324号白山美濃線
岐阜県道324号白山美濃線（ぎふけんどう324ごう はくさんみのせん）とは、岐阜県郡上市と岐阜県美濃市を結ぶ一般県道である。

## 概要

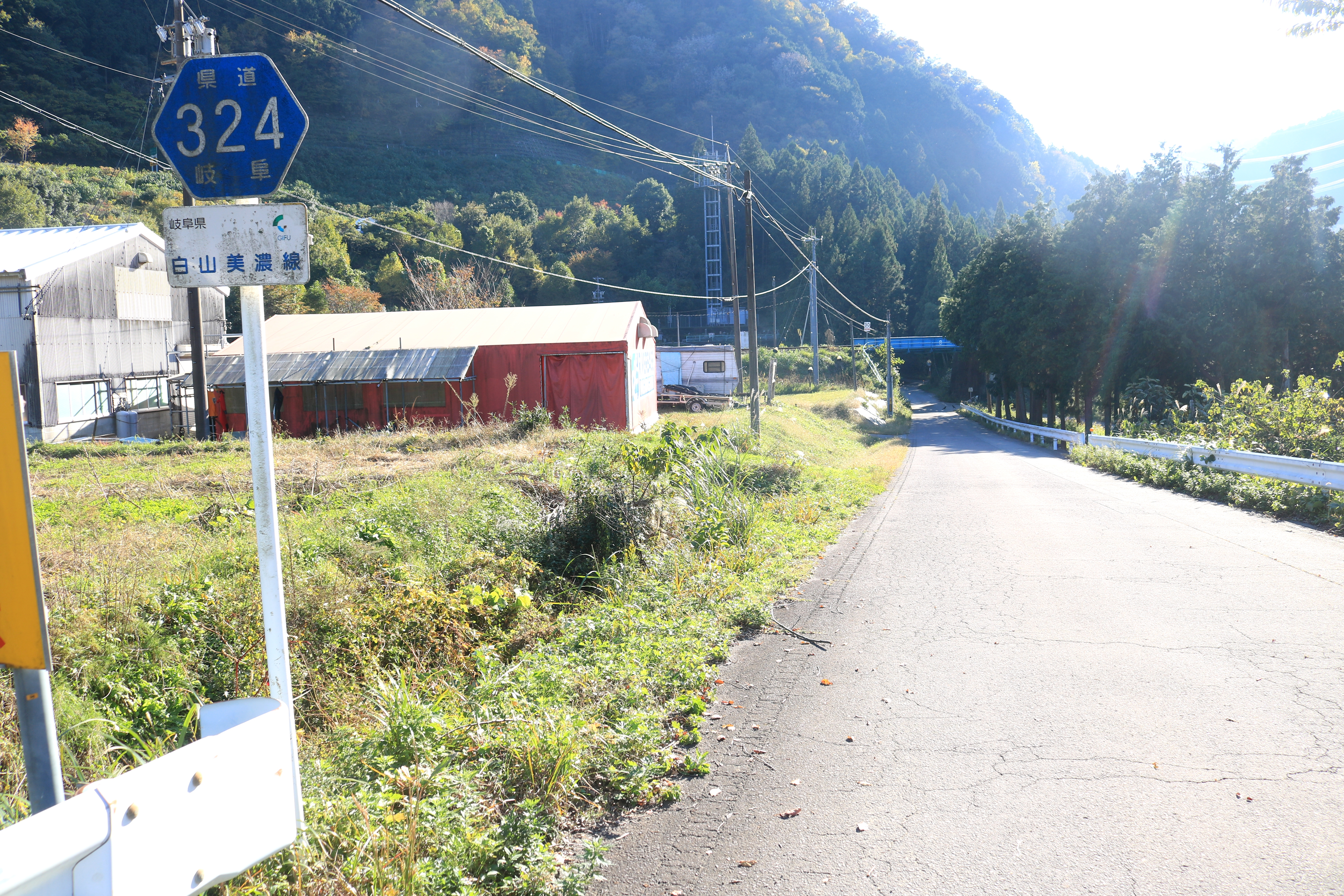
長良川の左岸を通る岐阜県道324号白山美濃線、郡上市美並町大原にて

長良川左岸沿いの県道である。国道156号の対岸の路線であるが、狭隘な道が続き、抜け道には適さない。
岐阜県郡上市美並町白山の国道156号交点が起点で、長良川にかかる下田橋の左岸側にあたる。長良川の左岸と長良川鉄道越美南線に沿って南に進む。子宝温泉を過ぎ、東海北陸自動車道と長良川の間を進む。美濃市に入り、長良川の蛇行にあわせてカーブして進む。美濃市の洲原出張所横を通り、再び蛇行に合わせて大きく右にカーブした先、美濃市保木脇の新部交差点（国道156号交点）が終点。

### 路線データ
- 起点：岐阜県郡上市美並町白山（国道156号交点）
- 終点：岐阜県美濃市保木脇 新部交差点（国道156号交点）
- 延長：12.756km

## 地理
全線にわたり、長良川に沿って進む。

### 通過する自治体
- 岐阜県
  - 郡上市
  - 美濃市

### 主な接続道路
- 国道156号（郡上市美並町白山）
- 岐阜県道325号大原富之保線（郡上市美並町大原）
- 岐阜県道288号下河和美濃洲原停車場線（美濃市下河和）
- 国道156号（美濃市保木脇 新部交差点）

### 周辺

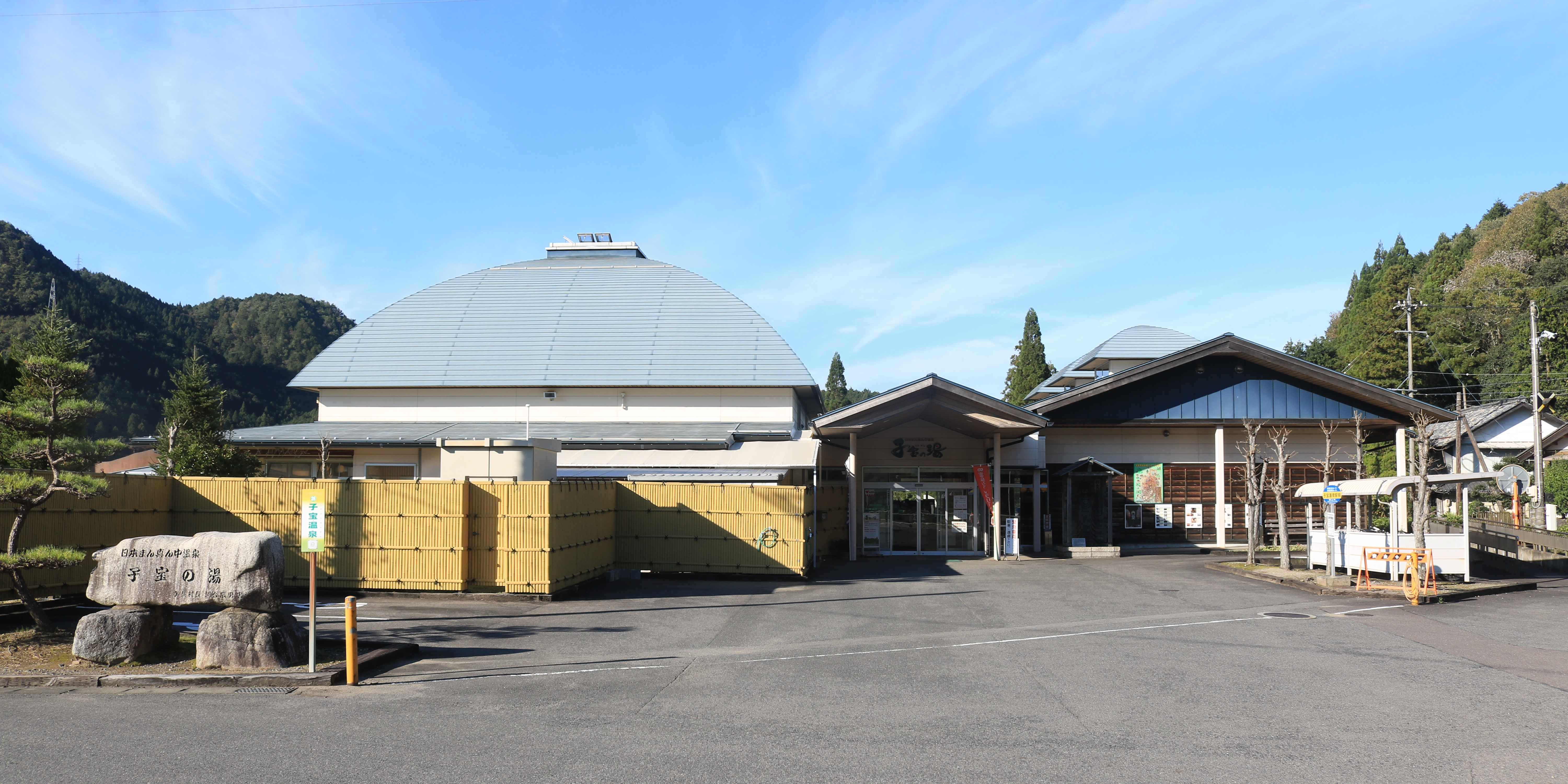
県道の西側に隣接する日本まん真ん中温泉 子宝の湯、岐阜県郡上市美並町大原にて

- 福野駅（長良川鉄道越美南線）
- 大矢駅（長良川鉄道越美南線）
- みなみ子宝温泉駅（長良川鉄道越美南線）
- 日本まん真ん中温泉 子宝温泉
- 洲原駅（長良川鉄道越美南線）